# Nom de fitxer 8.3
Un nom de fitxer 8.3 (també anomenat nom curt de fitxer o SFN en anglès) és una convenció de nom de fitxer utilitzada per antigues versions de DOS i versions de Microsoft Windows anteriors al Windows 95 i Windows NT 3.51. També s'usa en els moderns sistemes operatius de Microsoft com un nom alternatiu per al nom de fitxer llarg per a compatibilitat amb programes antics. La convenció de nom de fitxer està limitat pel sistema de fitxers FAT. Normes semblants de noms de fitxers 8.3 també han existit en els sistemes operatius CP/M, TRS-80, Atari DOS, i per a miniordinadors Data General i Digital Equipment Corporation.
Noms de fitxer 8.3 tenen un màxim de vuit caràcters, seguits opcionalment per un punt «.» i una extensió de nom de fitxer d'un màxim de tres caràcters. Per als arxius sense extensió, el «.» si està present, no té cap significat (és a dir, «meufitxer» i «meufitxer.» són equivalents). Noms de fitxers i directoris estan en majúscules, encara que els sistemes que utilitzen l'estàndard 8.3 no són sensibles a majúscules.
VFAT, una variant de la FAT amb un format de directori ampliat, va ser introduïda en Windows 95 i Windows NT 3.5. Va permetre casos mixtes de noms de fitxer llargs Unicode (LFN), a més dels noms clàssics 8.3.
Per mantenir la compatibilitat cap enrere amb aplicacions heretades (en DOS i Windows 3.1), un nom de fitxer 8.3 és generat automàticament per a cada LFN, mitjançant el qual encara es pot canviar el nom, esborrar o obrir l'arxiu. El nom 8.3 de l'arxiu pot ser obtingut mitjançant el mètode GetShortPathName del Kernel32.dll.